# 아오키 우메
아오키 우메(蒼樹うめ, あおきうめ, 1981년 8월 3일~)는 일본의 여성 만화가, 삽화가, 동인작가이다. 효고현 출신이고, 후쿠오카에서 자랐다. 미술대학에서 디자인정보학과에 소속되어 있었다. 주로 4컷 만화를 그린다.
이름의 유래에 대해서는 토라노아나(とらのあな)의 인터뷰에서 이야기 하였다. "우메선생(우메센세, うめ先生)"은 다르게는 "우메텐테(うめてんて-)"나 "우메스(ウメス)"라 불리고 있다.

## 인물
둥그런 얼굴의 동그란 눈 캐릭터가 특기이고, 또 개그스런 얼굴에 얼굴을 위아래로 누르고, 볼의 아래 턱이 거의 일직선에 가깝고, 눈이 세로로 길고 작아지는 "헤쵸얼굴(へちょ顔)"이 특징.
대표작 "히다마리 스케치"가 2007년에 TV 애니메이션화되었을 때는, 자신도 "우메선생(うめ先生)"역으로 출연, 캐릭터송도 담당하였다. 또 Web 라디오 "히다마리 라디오(ひだまりラジオ)" 제6회에 게스트로 출연하였고, 이어지는 새로운 시리즈 "히다마리 라디오×365(ひだまりラジオ×365)"에는 비정규적으로 프로그램 내 코너 "지붕위의 우메스(屋根の上のウメス)"에 출연하였다. 다른 방송 내의 직업은 만화가가 아니고, 다재다능한 탤런트라고 소개한다.

## 주요 작품

### 만화
- 히다마리 스케치 (호분샤(芳文社)《망가타임키라라Carat(まんがタイムきららCarat)》)
- 諸葛瑾…（네코네코소프트(ねこねこソフト) 공식 사이트 내, 다른 작가와 교대로 담당)
- 笑顔ふたつ（SQUARE-ENIX《강강WING》2005년 7월호 수록）
- てつなぎこおに。（후지미보쇼(富士見書房)《Dragon Age Pure(ドラゴンエイジピュア)》）

### 일러스트
- 《ef - a tale of memories》제9화 예고 일러스트
- 《속·안녕 절망선생》제12화 엔드 카드 일러스트
- 《동인워크》제11화 예고 일러스트
- 《칸나기》애니메이션 제5화 엔드 일러스트
- 《마리아 홀릭》제7화 엔드 카드 일러스트
- 《내 여동생이 이렇게 귀여울 리가 없어》제6화 엔드 카드 일러스트
- 네리마 산업 대학 만담 연구회《오타쿠 만담 제4집(ヲタク落語 第四集)》쟈켓
- 《칸나기》제5권 Collaboration Pinup
- 코믹마켓75 카탈로그 표지 일러스트
- 《YAG아니메라보》소설 스티커 디자인
- TORANOANA CHRONICLE 2006 SIDE:A

### 애니메이션
- 2011년 마법소녀 마도카★마기카 (魔法少女まどか★マギカ PUELLA MAGI MADOKA MAGICA) 원화가 담당

## 동인 활동
〈apricot+〉라 불리는 동인 서클을 중심으로 활동. 판매회에는 아오키가 말하길 "전우"라 하는 동인 동료·MATSUDA98와 서클 부스가 붙어있다.
이전은 MATSUDA98와 합동 서클 〈梅松〉이외에, hisagi와 같이 〈postpigieon〉라 하는 서클에서 활동하기도 했다.
또, 코믹마켓75(2008년 12월)에는 카탈로그 표지 일러스트(책자판, CD판)을 담당하였다.

## 다른 활동

### 성우 출연
- 애니메이션

- 히다마리 스케치 (우메선생 역)
- 히다마리 스케치 특별편 (우메선생, 미술교사 역)
- 히다마리 스케치×365 (우메선생 역)

- 드라마 CD

- 히다마리 스케치×365 드라마CD (우메선생 역)

### 음악
- 토비키리 스케치(とびきりスイッチ) (《히다마리 스케치 캐릭터 미니 앨범 히다캐러(ひだまりスケッチ キャラクターミニアルバム ひだキャラ)》수록곡, 2007년 9월 5일)
- TV애니메이션《히다마리 스케치×365》캐릭터 송 Vol.7 우메선생（2009년 1월 21일）
- HIDAMARILAND GO LAND (2009년 3월 25일)

### 라디오
- 히다마리 라디오 (제6회 게스트)
- 히다마리 라디오×365 (〈지붕 위의 우메스〉 코너 중심, 제 12회 게스트)
- YAG아니메라보 (제1회・제6회 전화 출연, 제2회 스튜디오 게스트）

### 그 이외
- 이벤트 출연

- 히다마츠리(ひだまつり) (2007년 2월 17일, SME 노기자카(乃木坂) 빌딩)
- TBS 애니메이션 페스티벌 2007 (2007년 8월 11일, 8월 12일, 분쿄쿠 시민 홀(文京シビックホール))
- 초히다마츠리 (2007년 11월 18일, 요코하마 BLITZ)
- 초히다마츠리Z (2009년 4월 5일, 도쿄 후생성 연금 회관(東京厚生年金会館))

## 참고 문헌
- 아오키 우메 《히다마리 스케치 스케치북 〈히다마리 스케치〉비주얼 팬 북》, 호분샤, 2007년
- 아오키 우메·원작 망가타임키라라·편《히다마리 스케치 앨범 -TV애니메이션 공식 가이드북-》, 호분샤, 2008년